# Woodville, Ontario
Woodville är en ort i staden Kawartha Lakes i den kanadensiska provinsen Ontarios sydligaste del. Den grundades på 1800-talet med namnet Irish Corners men det byttes till Woodville efter att byns första postkontor öppnades. Den grundades officiellt 1898. Idag är Woodville en del av Kawartha Lakes och har en folkmängd på omkring 650 personer.